# Josef Hügi
Josef Hügi (Riehen, Suiza, 23 de enero de 1930 - 16 de abril de 1995). Medía 1,73 metros, pesaba en promedio 76 kg y fue un importante futbolista de esta nación, uno de los más importantes junto a Robert Ballaman y Roger Vonlanthen. Jugó con el número 18 para esta selección.
En 1954, Suiza logró llegar a cuartos de final con la importante participación de varios futbolistas como Robert Ballaman, Roger Vonlanthen. Logró anotar seis goles de once anotados por el país en los cuatro juegos que a Suiza le tocó jugar, convirtiéndose en el máximo goleador de este país dentro del torneo y el máximo goleador de todos los tiempos para Suiza en Copas del Mundo.
Recordado por hacer partidos intensos o de gran emoción. Es un de los pocos jugadores del mundo que anotó más de tres goles en un juego pero que no fueron suficientes para la victoria.
Sólo en tres ocasiones de la Copa Mundial de la FIFA, un jugador ha marcado tres o más goles en un partido que no han contribuido a una victoria de su equipo. El polaco Ernest Wilimowski en 1938 fue el primero, él en 1954 y el soviético Igor Belanov que se incluyó en la lista para formar el trío de goleadores perdedores. Igor Belanov lo logró el día en el que su equipo quedó eliminado ante Bélgica en 1986.